# Диатомит
Диатомит — рыхлые или сцементированные кремнистые отложения, осадочная горная порода белого, светло-серого или желтоватого цвета, состоящая более чем на 50 % из панцирей диатомей.
Диатомиты бывают морского, реже пресноводного (озёрного) происхождения. Содержат 70—98 % кремнезёма, обладают большой пористостью, малым объёмным весом, хорошими адсорбционными и теплоизоляционными свойствами. Распространены в палеоген-неогеновых и четвертичных геологических отложениях.
Добывается как полезное ископаемое — диатомовая земля или кизельгур. Применяется в строительстве, промышленности и в сельском хозяйстве.

## Описание
Диатомит образуют плотные кремнеподобные литифицированные диатомовые отложения
физические свойства:
- Плотность диатомита не превышает единицы, в среднем составляя 0,5—0,7 г/см3.
- Цвет диатомита обычно колеблется от светло-серого до желтовато-серого.

Характерной особенностью диатомитов является с одной стороны наличие аморфной, активной кремнекислоты, с другой — тонкопористая структура, лёгкость, малая теплопроводность, значительная термостойкость.

### Химический и минеральный состав
Панцирь диатомей образован опалом (SiO2H2O). Удельный вес кремнезёма панциря 2,07, показатель преломления 1,43.
За время длительного захоронения опал постепенно превращается в халцедон, а затем — в кварц. В меловых и палеогеновых диатомитах кремнезём нередко замещается пиритом.

### Кремнёвые организмы
Группы кремнёвых организмов (организмы, обладающие функцией отложения кремния):
- диатомовые водоросли
- силикофлягелляты
- перидинеи (частично)
- синезелёные водоросли (частично)
- злаки (частично)
- радиолярии
- кремнёвые губки.

Остатки организмов с кремнёвым скелетом играют важную роль как породообразователи. Кремнёвые организмы в ископаемом виде встречаются в разных породах. Спикулы губок и панцири радиолярий известны с докембрия и изобилуют в палеозое. Диатомовые водоросли известны как редкое исключение в юрских осадках и лишь в меловых отложениях начинают играть некоторую роль. В третичное время диатомовые приобретают важное породообразующее значение.

## Разновидности диатомита
По цвету, плотности, месту добывания.

## Мировой рынок
Мировые разведанные запасы диатомита распределяются следующим образом:
- Казахстан — 1800 млн тонн[7]
- Россия — 350 млн тонн
- США — 250 млн тонн
- Китай — 110 млн тонн
- Дания — 85 млн тонн.

Страны — лидеры по производству продукции из диатомита:
- США — 36 %
- Китай — 20 %
- Дания — 9 %

## Месторождения диатомита
В СССР к 1983 было разведано 27 месторождений диатомита с балансовыми запасами 139,8 млн м³.
Известны месторождения диатомита в Закавказье, на Кольском полуострове, Дальнем Востоке, восточном склоне Урала, в Среднем Поволжье. Почти половина запасов находится в Ульяновской области. В СССР разрабатывалось 13 месторождений, ежегодная добыча составляла 800 тысяч м³.
В 1990-х годах многие предприятия пришли в упадок из-за тяжёлой экономической ситуации и по причине устаревания технологий.
Сегодня в России разрабатываются несколько месторождений диатомита:
- Кисатибское
- Инзенское
- Барышское
- Забалуйское
- Шарловское
- Чуварлейское
- Сенгилевское
- Атемарское
- и другие

## Добыча
В России диатомит стали добывать ещё в XVIII в. в Симбирской губернии. Сейчас в Ульяновской области на базе Инзенского месторождения действует крупный диатомовый комбинат, производящий различные материалы и изделия из диатомита. Ведется добыча в Камышловском месторождении (Средний Урал).
Месторождения диатомита есть в Пензенской, Ростовской, Свердловской, Костромской, Калужской и многих других областях России. Трепел (название происходит от города Триполи в Ливии, вблизи которого долгое время велась добыча этого ископаемого), добываемый неподалёку от г. Дмитрова Московской области, использовали как добавку в бетон при строительстве канала Москва — Волга. Когда крупные месторождения диатомита в 80-е гг. XX в. были обнаружены в Сибири, событие считали сопоставимым по значимости с открытием тюменских месторождений нефти.

## Области применения
Самое первое письменное упоминание о практическом применении диатомита имеет возраст около 4000 лет. В нём говорится об использовании диатомита в китайской провинции Цзилинь в зернохранилищах c целью защиты от насекомых. Сегодня данное направление по-прежнему актуально — диатомиты используют в качестве натуральных инсектицидов.

### Сельское хозяйство
Животноводство
Диатомит — кормовая добавка для кормов сельскохозяйственных и домашних животных. Код по европейской цифровой системе пищевых добавок — E551c.
Также диатомит может применяться в качестве абсорбента (подстилки-осушителя) в местах содержания животных.
Растениеводство
Диатомит применяется в растениеводстве, ландшафтном дизайне, в садоводстве, разведении комнатных и контейнерных растений с целью улучшения гидратации и аэрации почвы, сокращения полива и повышения урожайности.
Также диатомит применяется в растениеводстве как натуральный и экологически чистый инсектицид, комплексно применяемый для защиты от насекомых на садовых участках, теплицах, оранжереях и в зернохранилищах (обработка зёрен и семян, почвоподготовка, защита взрослых растений).

### Металлургия
Диатомит применяется как основной компонент при производстве теплоизоляционных смесей в металлургии, жаростойких и лёгких бетонов, тепловых печей и иного технологического оборудования, как засыпка для тепловой изоляции.

### Водоочистка
Диатомит применяется как фильтровальная загрузка для водоочистки и водоподготовки в условиях коммунальных хозяйств, очистки промышленных стоков, фильтров бассейнов, дельфинариев, водных хозяйств. Диатомит обладает увеличенной сорбционной ёмкостью по железу, марганцу и тяжёлым металлам.

### Нефтехимия
Сорбенты на основе диатомита применяются для ликвидации нефтяных загрязнений с различных поверхностей. Диатомит обладает высокой сорбционной ёмкостью по нефти, кроме того, может служить своего рода «контейнером» для размещения бактерий-нефтедеструкторов. Такие комбинированные сорбенты чрезвычайно эффективны в условиях ликвидации последствий чрезвычайных ситуаций, связанных с разливами нефти и нефтепродуктов.
Известно применение диатомита в качестве стабильного поглотителя нитроглицерина в динамите.

### Строительство
В строительстве диатомит нашёл применение в качестве активного минерального компонента органо-минеральных модификаторов для бетонов.

### Фармацевтика
Применяется как фильтровальный материал при производстве антибиотиков.